# 斑唇贝母兰
斑唇贝母兰（学名：Coelogyne fuscescens var. brunnea）为兰科贝母兰属下的一个变种。

## 扩展阅读
- 維基物種上的相關：斑唇贝母兰